# Esteban Abad
Esteban Abad (Santa Fe, 30 de junio de 1942 - Posadas, 10 de junio de 2023) fue un escritor y periodista argentino y uno de los referentes más conocidos en la actualidad de la literatura misionera.
Desde 1977 vivió en Posadas (capital de la provincia de Misiones), hasta su fallecimiento, el 10 de junio de 2022.

## Biografía
Su nombre completo es Justo Esteban Abad Barco, hijo de Fausto Abad (español) y de Blanca Teresita Barco (argentina).
Cursó sus estudios primarios en la Escuela n.º 8 «Falucho» de su barrio, Barranquitas (en la ciudad de Santa Fe) y los estudios secundarios en la Escuela Superior de Comercio «Domingo G. Silva» hasta tercer año. Obtuvo el título de «perito mercantil» en la Escuela Técnico Profesional n.º 8 «Centenario Sanmartiniano» (en Santa Fe).
En 1958, a los 16 años, empezó a redactar poemas y cuentos. Más tarde abandonaría esa afición por su atracción hacia el folclore y por su trabajo en el Club Unión.
En 1959 empezó a trabajar como periodista en el diario El Litoral (Santa Fe). En 1960 entró a trabajar en LT 10, la radio de la Universidad Nacional del Litoral. En 1961 empezó a trabajar en el Departamento de Luz y Sonidos del Club Atlético Unión (Santa Fe), entidad donde fue locutor oficial de actividades culturales y espectáculos y en la que se desempeñó más tarde como secretario de la Subcomisión de Cultura, organismo presidido por el actor y director de teatro Israel Wisniak. En esa función creó el espectáculo popular al aire libre Show Rojiblanco, que llegó a congregar a doce mil personas en algunas ediciones con entrada libre y sin cargo para el club.
Integró elencos de teatro independiente (La Revista de Tespis, dirigido por Roberto Comte) como actor o iluminador y elencos de radioteatro (Bernardo de Bustinza, Federico Fábregas), elenco estable de LT9 Radio Santa Fe (hoy LT9 Radio Brigadier General Estanislao López), dirigido por Fernando Siro y luego por  Mario Puentes.
Realizó un extenso viaje por las provincias de Córdoba, Santiago del Estero, Tucumán, La Rioja y Catamarca con la revista musical sobre patines Alborada del Club Atlético Unión, como presentador e integrante del cuerpo técnico (iluminador).
En el folclore trabajó con la escuela de danzas del Club Unión ―dirigida por Laura Freyre― como locutor, glosista e iluminador. Creó el ballet folclórico estilizado Guadalupe ―dirigido por el Goyanito Fernández (bailarín y profesor) y la profesora Pilar Esteban―; con ellos realizaron actuaciones en muchos clubes y entidades, destacándose la efectuada en el Paraninfo de la Universidad Nacional del Litoral (en Santa Fe).
Integró el cuerpo de iluminación de la compañía de Ariel Ramírez. En 1961 formó un grupo integral de canciones, versos, música y danzas en el figuraban Alcides Hugo Ifrán, Miguel Ángel Morelli, Orlando Veracruz y otros artistas de Santa Fe.
Las actuaciones del grupo fueron el inicio de una estadía en Paraná (Entre Ríos) donde conoce a Néstor y Rubén Cuestas (los Hermanos Cuestas) y a Linares Cardozo. Allí crea ―junto a dos santafesinos, Luis Enríquez y Alberto Chango Martínez― el grupo vocal e instrumental Los Grillos, intérpretes de canciones latinoamericanas, siendo «Mi serenata» ―del misionero Fermín Fierro― una de las canciones preferidas por el conjunto.
Disuelto el grupo un año después, trabajó como presentador en varias embajadas artísticas ―muy en boga entonces―, realizando giras por toda la Argentina junto a figuras como Mariano Mores, Zulma Faiad, Los Cinco Latinos, Chico Novarro, tras lo que decidió dedicarse al periodismo, profesión que desempeñó por cortos lapsos en varios diarios de provincias y de Uruguay y Chile.
De regreso a Santa Fe conoció al poeta Victorino Decarolis, quien lo alentó a publicar los trabajos que tenía escritos (cuentos, relatos y algunos poemas), por lo que descubrió en sí una inclinación muy fuerte por la literatura.
Tras recorrer varias provincias argentinas como periodista, locutor, animador de festivales y también como escritor, se radicó en la provincia de Misiones donde, tras ocho años de inactividad, se incorporó en 1989 al desaparecido diario El Paraná, siendo secretario de redacción y director del suplemento cultural de los domingos.
En 1991 se sumó a los visionarios que fundaron en Posadas el Diario Primera Edición, siendo el creador de los suplementos culturales «Punto Crítico», «Ellas y ellos», «Revista dominical» y otros. Fue redactor de la sección «Espectáculos» y de la columna «Realidades» y editor de páginas de la sección «Cultura».

## Llegada a Misiones

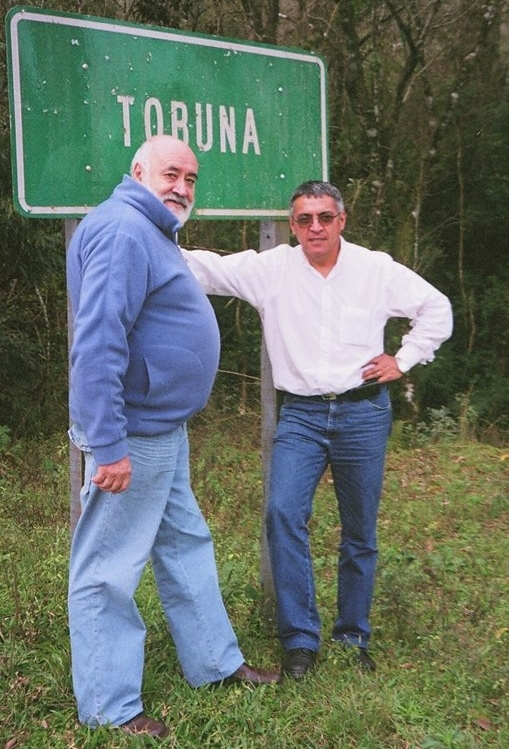
Los escritores Esteban Abad y Marcelo Moreyra (oriundo de Tobuna), en un encuentro literario en esa localidad.

En 1977 llegó a Posadas (capital de la provincia de Misiones) donde unos años después ganó dos certámenes municipales de cuentos. Desde allí escribió artículos en diarios y revistas de casi todo el país, destacándose El Diario (de Paraná), El Tribuno (de Salta), ABC Color (de Asunción del Paraguay), la revista Cuando el Pago se hace Canto (de La Paz), y la colección de narradores de la región guaranítica del diario El Territorio (de Posadas).
Fue padrino cultural de la Biblioteca Gauchito Gil (de Posadas) y de la revista El Jarro de Mate Cocido (de Apóstoles), fue jurado del certamen Bienal de Poesía de FM Cuña Pirú (de Aristóbulo del Valle, del certamen «Del Mate y la Yerba Mate», del Premio Arandú de Letras (de Posadas) y de otros certámenes.
Ha presentado libros de distintos poetas y cuentistas de Misiones y de otras provincias, asistiendo a numerosos encuentros de escritores en todo el país.
Fue presidente de la Sociedad Argentina de Escritores Filial Misiones desde 1992 a 1996, entidad a la que estuvo asociado.
En lo relativo al folclore fue jurado permanente del Pre-Laborde (en Eldorado), jurado del Pre-Baradero (en Santo Pipó), fue asesor de prensa de la ASOMIPRODAN, fue jurado de la elección de la Paisana Provincial del Folklore, integra el Ateneo Folklórico Argentino ―que fue creado en 2000 en Paraná (Entre Ríos)― y fue asiduo concurrente a los festivales culturales más importantes del país.

## Premios
Creó y condujo el programa Canción con Todos en la entonces 89.1 (hoy 89.3), FM Santa María de las Misiones por el que en 2005 recibió el premio Araucaria (en Puerto Iguazú). Ha prologado libros y compactos de escritores misioneros y músicos posadeños y obtuvo distinciones de las ciudades de Jardín América, Apóstoles, Aristóbulo del Valle, Oberá, Candelaria, San Antonio, Puerto Iguazú, Eldorado, Ituzaingó (Corrientes) entre otras y en Eldorado le fue entregado el «premio Atahualpa Yupanqui a la Cultura Solidaria» en tanto que por su labor cultural fue homenajeado por la Casa de Gobierno de Misiones al cumplir 20 años en el periodismo de esta provincia.
En diciembre de 2015, la Municipalidad de Posadas lo distinguió con una plaqueta por su desempeño como periodista cultural en tanto que unos meses antes en el marco del 45 festival provincial infantil de folclore de Jardín América se le rindió un homenaje por llegar a los 20 años de compartir el certamen como jurado o como periodista. Recibió un labrado con su nombre y dedicatoria y una bombilla de lata con boquilla de oro, además de varios obsequios.
También en 2015 fue distinguido en la Cámara de representantes por su participación en la designación de Día del Escritor Misionero al 13 de junio en memoria del poeta Juan Enrique Acuña que falleciera el 13 de junio de 1988 en Posadas.